# 특명 어벤저
《특명 어벤저》(No Retreat, No Surrender)는 미국에서 제작된 원규 감독의 1986년 영화이다. 커트 맥키니 등이 주연으로 출연하였고 오사원 등이 제작에 참여하였다. 이 영화는 미국에서 1986년 5월 2일 개봉되었다.

## 출연

### 주연
- 커트 맥키니
- 장 끌로드 반담
- J.W. 페일스
- 론 포넬
- 캐시 실레노
- 피터 커닝햄
- 켄트 립햄

### 조연
- 김태정
- 데일 제이코비
- 티모시 D. 베이커
- 조 베로카
- 밥 존엔
- 조지 메이슨
- 데이브 로빈슨
- 미셸 크라스누
- 데니스 케이시 파크
- 레이-필립 샌토스

## 기타
- 배역: 폴 마스락